# Малый Режик
Малый Режик — малая река в Свердловской области России, протекает по Невьянскому и Пригородному районам. Устье Малого Режика находится в 202 км по левому берегу реки Нейвы. В устье реки расположена деревня Реши. Длина реки Малый Режик составляет 19 км. 

## Данные водного реестра
По данным государственного водного реестра России, Малый Режик относится к Иртышскому бассейновому округу, речному бассейну Иртыша, речному подбассейну Тобола. Водохозяйственный участок — Реж (без реки Аяти от истока до Аятского гидроузла) и Нейва (от Невьянского гидроузла) до их слияния.
Код объекта в государственном водном реестре — 14010501812111200006396.